# Atractomorpha hypoestes
Atractomorpha hypoestes är en insektsart som beskrevs av Kenneth Hedley Lewis Key och D.K.M. Kevan 1980. Atractomorpha hypoestes ingår i släktet Atractomorpha och familjen Pyrgomorphidae. Inga underarter finns listade i Catalogue of Life.